# Turkus
Turkus, kalait – minerał z grupy fosforanów.

## Etymologia
Nazwa turkusu pochodzi z francuskiego turques lub turquois, co oznacza „turecki” – kamienie były kiedyś sprowadzane do Europy przez Turcję. Zamienna nazwa kalait (z gr. κάλαϊς od καλὸς λίθος „ładny kamień”) jest obecnie już prawie nieużywana i zapomniana.

## Właściwości
Turkus często wykształca konkrecje i skupienia zbite, masywne, groniaste, grudkowate, nerkowate, skrytokrystaliczne, mikrokrystaliczne; naskorupienia, żyłki, naloty. Bardzo rzadko jego skupienia mają postać słupową. Jego kryształy mają postać bardzo drobnych ziaren. Nieprzezroczysty, nieco przeświecający. Wyraźny pleochroizm. Rozpuszczalny w kwasach. Dla turkusu charakterystyczne są trzy pasma absorpcyjne: 432 i 460 oraz 420 nm.
Czysty niebieski kolor jest rzadki, turkusy najczęściej zawierają liczne inkluzje innych minerałów lub skał (taka odmiana nosi nazwę turkusu matrycowego lub matrycy turkusowej). Kolor niebieski kryształom nadaje miedź, odcień zielony to skutek zawartości żelaza. Po podgrzaniu barwa turkusu zaczyna bardziej zbliżać się do zieleni. Minerały towarzyszące mu to: kwarc, goethyt, malachit, chryzokola, chalcedon, kaolinit, skaleń, apatyt, opal czy azuryt. 

## Występowanie

### Na świecie
Turkus to minerał wtórny, osadzony z wód obiegowych, tworzący się w rozwijającej się w strefie wietrzenia bogatych w glin skał wulkanicznych lub osadowych, zawierających przy tym apatyt oraz utleniane kruszce miedzi, zasobne w fosfor łupki. Występuje m.in. w Niszapurze czy Isfahanie w Iranie, w Arizonie, Nowym Meksyku i Nevadzie, Kalifornii w Stanach Zjednoczonych, na Synaju w Egipcie, w Turyngii w Niemczech, na Dolnym Śląsku w Polsce, w Mandżurii w Chinach, w Afganistanie, Argentynie, Chile, Kazachstanie, Mongolii, Australii, Brazylii, Izraelu, Meksyku, Sudan, Etiopia, Peru oraz Tanzanii. Pojawia się jako wypełnienie szczelin w łupkach i piaskowcach.

### W Polsce
Został odnaleziony w Pustkowie Wilczkowskim k. Sobótki oraz Gozdnie k. Świerzawy (Pogórze Kaczawskie).

## Zastosowanie
- W jubilerstwie, jako kamień w broszkach, pierścionkach, wisiorkach, naszyjnikach i bransoletach[2].